# Cervezas Alhambra
Cervezas Alhambra es una compañía cervecera española fundada en 1925 con sede en la ciudad española de Granada. Su actividad comercial se centra principalmente en la comercialización de diversos tipos de cerveza bajo las marcas Alhambra y Mezquita. Desde 2006 forma parte del Grupo Mahou-San Miguel.

## Historia
Cervezas Alhambra fue fundada en 1925 con capital granadino y con la participación de Carlos Bouvard, propietario de la fábrica La Moravia. La marca le debe parte de su evolución al químico D. Miguel Hernainz quien, cuando la fábrica pasaba un mal momento, elaboró la Alhambra Reserva 1925, junto a otras creaciones posteriores.
En 1954 entró en el accionariado de la empresa española Damm y en 1979 entró también Cruzcampo. En 1995 la empresa acumulaba deudas por valor de 600 millones de pesetas, lo que le llevó a renegociar su deuda con los acreedores. En 1995 Cruzcampo y Damm abandonaron el accionariado y Cervezas Alhambra vendió el 99% de su accionariado a un grupo exterior a bajo coste. En 1996 la empresa empezó a dar beneficios. En 1998 la empresa tuvo 300 millones de pesetas de beneficios y en 1999 compró la Compañía Andaluza de Cervezas, productora de la marca de cerveza cordobesa Sureña, que era propiedad del grupo colombiano Bavaria.
En 2001 el grupo Heineken (propietario de Cruzcampo y El Águila) se querelló contra Cervezas Alhambra para evitar que produjeran la cerveza Águila Negra. La denuncia iba acompañada del informe de un detective que informaba de la producción de Águila Negra por parte de Cervezas Alhambra. No obstante, la marca Águila Negra había nacido en Asturias en 1901 y fue comprada por Cervezas Alhambra en 1997, por lo que en 2002 la Audiencia de Granada dio permiso a Cervezas Alhambra para producirla.
En 2001 la empresa Cervezas Alhambra se querelló contra Heineken por espionaje industrial. Aunque el juez imputó a dos directivos de Heineken, finalmente la denuncia fue archivada porque el detective contratado por Heineken solamente quería saber si Cervezas Alhambra producía Águila Negra, lo cual no estaba considerado un secreto de empresa.
En el año 2006 se integró en el grupo Mahou-San Miguel. El coste de esta operación fue de 200 millones de euros. La empresa concentra sus ventas en la región de Andalucía Oriental, aunque a comienzos de la década de los 2000 había empezado a extender la marca al resto del Levante español y a Madrid. Desde 2006, su comercialización se extiende a todo el país, aunque sigue concentrando la mayor parte de sus ventas en su área de influencia original.

## Productos

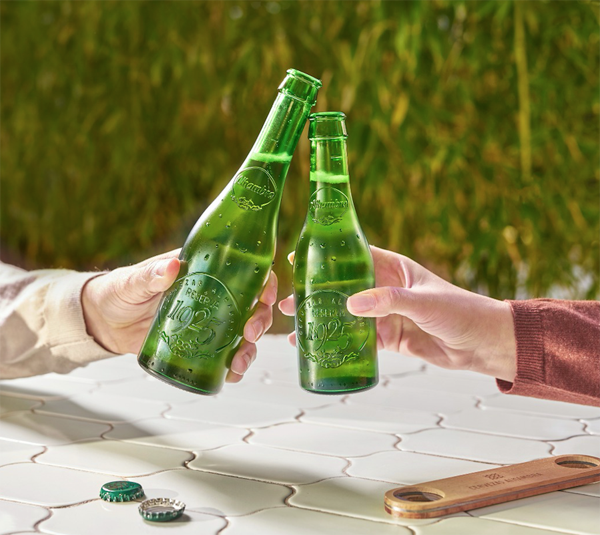
Un brindis con Alhambra Reserva 1925

- Alhambra Reserva 1925: es el símbolo por excelencia de todas de las cervezas artesanas de Alhambra tanto en tradición, como calidad y elegancia. Elaborada de forma artesanal, esta cerveza de tipo extra lager es de baja fermentación y destaca por su sabor intenso. Es una bebida amarga, de espuma consistente y con una graduación de alcohol de 6,4 °C.  Está inspirada además en las primeras cervezas de la fábrica que la cervecera tenía en Granada en 1925. Su inconfundible color dorado y su receta de ingredientes,que incorporan cereales del sur de España y agua procedente de la Sierra Nevada hacen de Alhambra Reserva 1925 una cerveza artesana única al paladar.
- Alhambra Especial: esta cerveza ha sido elaborada con materias primas 100% naturales y es de entre todos los productos de la marca Alhambra el símbolo de pureza y elegancia. Es una lager de baja fermentación de intenso aroma a malta y a lúpulo que se caracteriza por un sabor suave al paladar. Tiene una graduación de 5,4C de alcohol y se la reconoce por su envoltura en blanco y oro.
- Alhambra Especial Sin: la cerveza sin alcohol de Cervezas Alhambra destaca por su sabor ligero y toques afrutados. Para el proceso de elaboración se emplean materias primas 100% naturales, algo que le proporciona gran consistencia y la hace más espumosa. Es refrescante y tiene una graduación de alcohol inferior al 1 °C.
- Alhambra Especial Radler es el resultado de mezclar de manera inesperada el saber hacer cervecero con el espíritu de nuestro origen granadino. Descubre esta reinterpretación fresca y natural de las cervezas Radler. Una cerveza única y diferente con baja graduación alcohólica llena de matices y de sabor por descubrir.
- Alhambra Reserva Roja: una bock única de fermentación larga y “reposada”. Bajo su intensidad se esconden una sutileza y delicadeza extraordinarias. Una cerveza de ‘trago lento’, que requiere de tiempo para poder saborear en su totalidad.[11]
- Alhambra Reserva Esencia Citra IPA es una creación única, fruto de la especial atención a los detalles, que requiere de calma para disfrutarla. De estilo India Pale Ale americana, se trata de una cerveza monovarietal, elaborada con lúpulo Citra, el ingrediente más relevante en el estilo IPA, que le aporta amargor y un aroma intenso a frutas cítricas y tropicales. El resultado, una cerveza con un sabor equilibrado y fácil de beber.

- Alhambra Tradicional: la clásica de Alhambra ha sido elaborada con malta de cebada de primera calidad y está clasificada como Premium lager de baja fermentación. Es una cerveza artesana suave, de ligero amargor y muy refrescante al paladar, por lo que Alhambra Tradicional se convierte en la candidata perfecta para consumir ante cualquier situación.  Tiene un color dorado característico y 4,6 °C de alcohol.
- Alhambra Barrica de Ron Granadino es una cerveza compleja que evoluciona con el tiempo, creada para ser degustada lentamente. En cada trago apreciarás multitud de matices que tardan en descubrirse y aún más olvidarse.
- Alhambra Baltic Porter: En esta reinterpretación, se han intensificado los aromas ahumados, a chocolate y café, y han suavizado la textura, equilibrando los matices y haciéndola más sedosa en el paladar. Se trata de una cerveza larga y profunda, creada para disfrutar lentamente.
- Numeradas Serie Granada: Una nueva serie limitada fruto de la experimentación y de nuestro saber hacer cervecero. Una búsqueda de nuevos caminos inspirada en nuestro origen Granada y hechas para compartir y disfrutar sin prisa.